# Ghiacciaio Cairns
Il ghiacciaio Cairns (in inglese: Cairns Glacier) è un ghiacciaio vallivo situato sulla costa di Zumberge, nella parte occidentale della Terra di Ellsworth, in Antartide. In particolare, il ghiacciaio, il cui punto più alto si trova a circa 3.000 m s.l.m., è situato sul versante occidentale della catena principale della dorsale Sentinella, nelle montagne di Ellsworth, tra il ghiacciaio Branscomb, a nord, e il ghiacciaio Tulaczyk, a sud. Da qui esso fluisce verso sud-ovest a partire dal versante occidentale del massiccio Vinson, scorrendo lungo il fianco nord-occidentale del picco Brichebor, fino ad unire il proprio flusso a quello del ghiacciaio Nimitz, a sud-est del picco Klenova.

## Storia
Il ghiacciaio Cairns è stato così battezzato nel 2006 dal Comitato consultivo dei nomi antartici in onore di Stephen Douglas Cairns, membro del consiglio degli editori della rivista Antarctic Research Series, edita dall'Unione Geofisica Americana, dal 1990 al 1995.